# Остерва, Юлиуш
Ю́лиуш Осте́рва (пол. Juliusz Osterwa, настоящее имя Юлиан Анджей Малюшек, Julian Andrzej Maluszek; 23 июня 1885, Краков — 10 мая 1947, Варшава) — польский актёр, театральный режиссёр и педагог, театральный деятель; реформатор польского театра, один из выдающихся мастеров польской сцены, славился поэтической дикцией и «абсолютным режиссёрским слухом».

## Биография

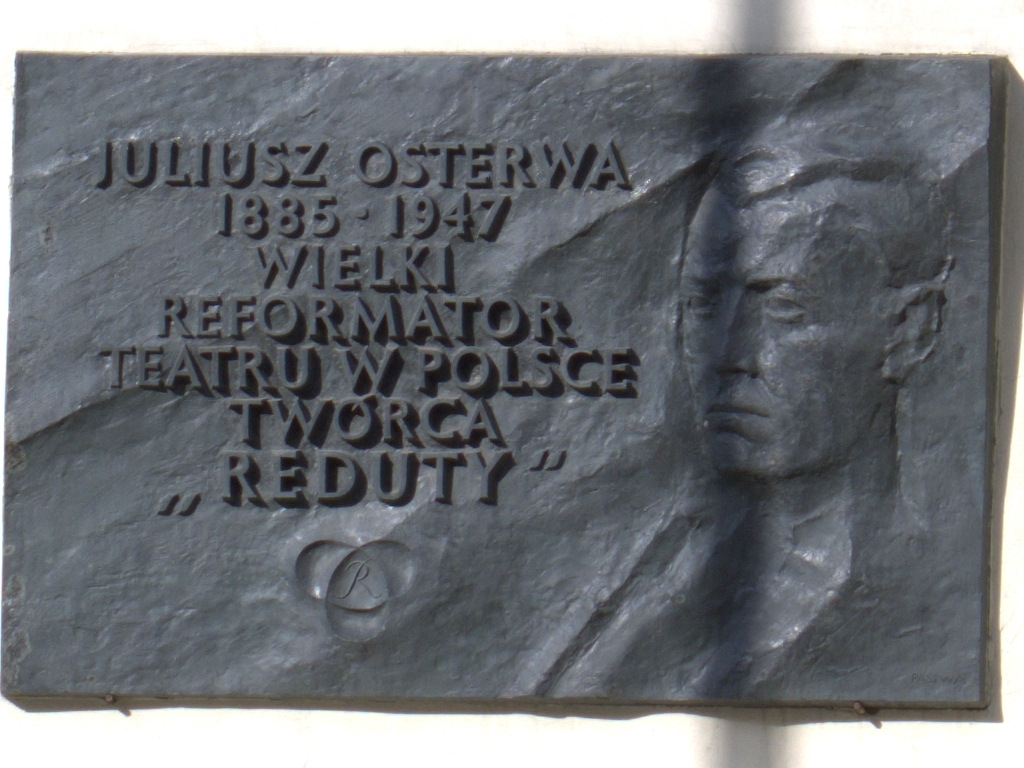
Памятная доска в Варшаве

Рано осиротел, гимназию не закончил. Дебютировал в Кракове в 1904 году в Народном театре. По совету школьного друга и режиссёра Леона Шиллера принял театральное имя Юлиуш Остерва. В 1905 году был принят в Городской театр в Кракове. В качестве пародиста выступал в кабаре „Zielony Balonik“. Работал в Познани (1906—1907), где приобрёл большую популярность. В 1907—1909 годах играл в виленском театре Нуны Млодзеёвской, много гастролировал (Германия, Швейцария, Италия, Австрия, Франция, Греция). Затем с 1910 года выступал в различных театрах Варшавы. 
Интернированный как австрийский подданный в начале Первой мировой войны, был поселён в Самаре. Позднее был режиссёром польского театра в Москве и Киеве. Общался с К. С. Станиславским и А. Я. Таировым.

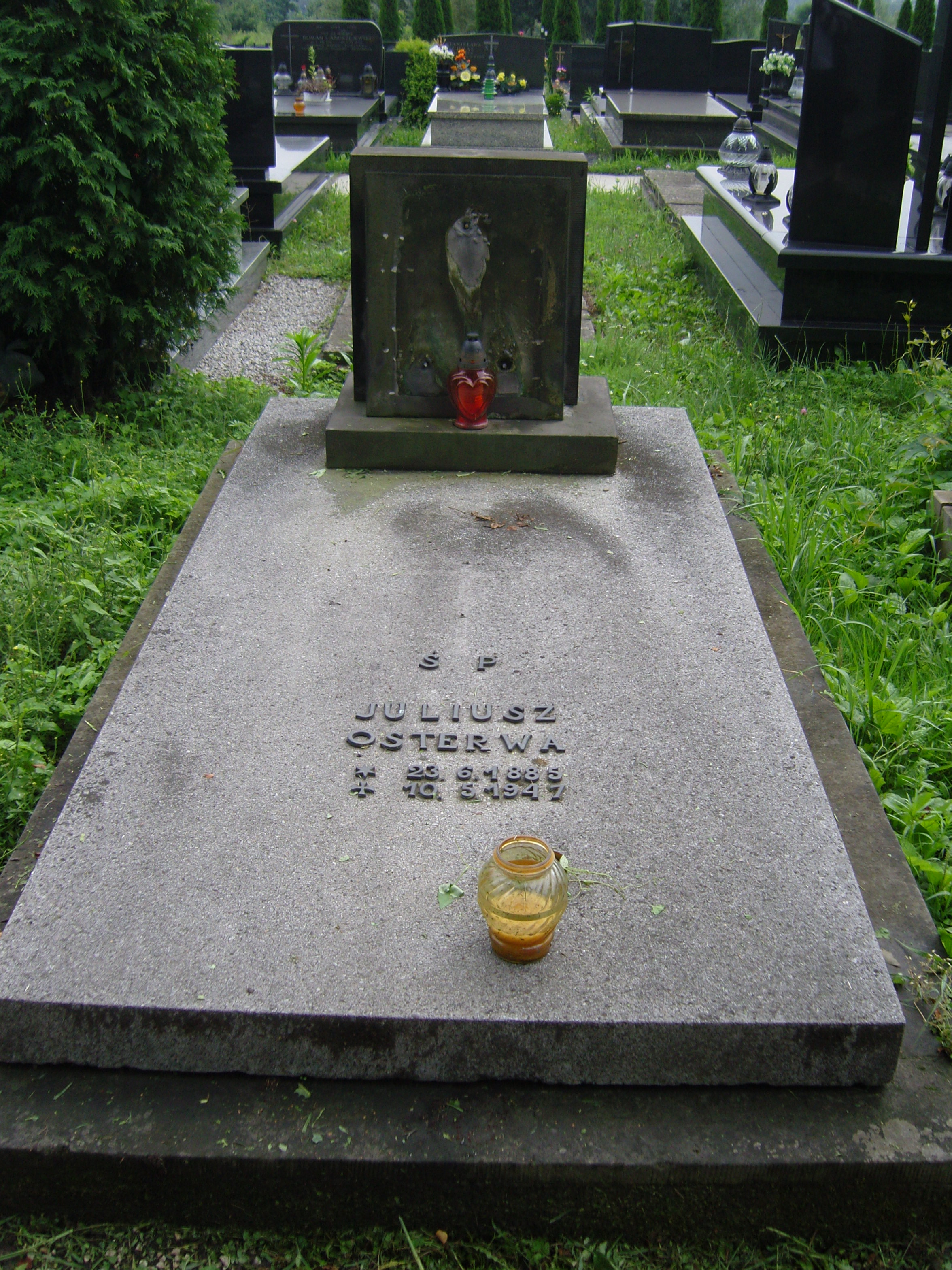
Могила в Кракове

Вернувшись в Варшаву (1918), в 1919 году вместе с Мечиславом Лимановским основал театр-лабораторию «Редут» („Reduta“). С этим театром в 1925—1929 годах работал в Вильно, в здании театра на Погулянке. В течение одного 1926 года «Редут» под руководством Остервы приготовил 24 премьеры; со своими спектаклями театр выступил в 50 городах Польши. Остерва поставил во дворе Университета Стефана Батория пьесу Кальдерона «Стойкий принц». Среди поставленных Остервой пьес — драмы Юлиуша Словацкого «Кордиан» и «Лилла Венеда». После Вильно работал в театрах Варшавы и Кракова.
Создал около 250 ролей в театре. В кино сыграл лишь одну роль, в фильме 1921 года. После Второй мировой войны был первым директором Государственного театральной школы в Кракове.
Умер в Варшаве. Похоронен в Кракове на Сальваторском кладбище.

## Память
- Театр в Люблине носит имя Юлиуша Остервы.